# Krystyna Jagodzińska
Krystyna Jagodzińska, po mężu Fecica (ur. 12 marca 1943 w Namysłowie) – polska pływaczka, wielokrotna mistrzyni Polski, rekordzistka Polski, medalistka Letniej Uniwersjady (1961).

## Kariera sportowa
W latach 1957–1969 była zawodniczką Ślęzy Wrocław. Na Letniej Uniwersjadzie w 1961 zdobyła brązowy medal w sztafecie 4 x 100 m stylem zmiennym (partnerkami były Danuta Zachariasiewicz, Renata Tykierka i Alicja Klemińska).
Na mistrzostwach Polski na basenie 50-metrowym zdobyła indywidualnie 10 medali, w tym 3 złote:
- 100 m stylem klasycznym: 1 m. (1959) 2 m. (1961, 1963)
- 200 m stylem klasycznym: 1 m. (1959, 1963), 2 m. (1960, 1961), 3 m. (1962, 1965)
- 400 m stylem zmiennym: 2 m. (1963)
- 4 x 100 m stylem dowolnym: 1 m. (1961, 1963)
- 4 x 100 m stylem zmiennym: 1 m. (1961, 1963, 1965), 3 m. (1957)

Na zimowych mistrzostwach Polski zdobyła złoty medal w 1963 na dystansie 200 m stylem klasycznym.
Była rekordzistką Polski na 200 m stylem klasycznym (3.01.9 - 18.08.1963).
W 1965 ukończyła studia w Wyższej Szkole Ekonomicznej we Wrocławiu, pracowała jako główna księgowa. Jej mężem jest od 1966 pływak Daniel Fecica.